# Southport (Maine)
Southport ist eine Town im Lincoln County des Bundesstaates Maine in den Vereinigten Staaten. Im Jahr 2020 lebten dort 622 Einwohner in 1026 Haushalten (in den Vereinigten Staaten zählen auch Ferienwohnungen als Haushalte) auf einer Fläche von 59,98 km².

## Geographie
Nach dem United States Census Bureau hat Southport eine Gesamtfläche von 59,98 km², von der 13,93 km² Land sind und 46,05 km² aus Gewässern bestehen.

### Geografische Lage
Southport liegt im Südwesten des Lincoln Countys auf mehreren Inseln im Atlantischen Ozean. Die bekannteren sind: Boston Island (ehemals Ebenecook Island), Cape Island (Jerry's Island), Capitol Island (ehemals Pig Cove Island), Green Island, Mouse Island, Pratts Island, Southport Island (Cape Newagen Island) und Squirrel Island. Southport grenzt an das Sagadahoc County. Die Oberfläche ist eben, ohne nennenswerte Erhebungen.

### Nachbargemeinden
Alle Entfernungen sind als Luftlinien zwischen den offiziellen Koordinaten der Orte aus der Volkszählung 2010 angegeben.
- Norden: Boothbay Harbor, 4,7 km
- Osten: Boothbay, 5,5 km
- Westen: Georgetown, Sagadahoc County, 14,0 km
- Nordwesten: Westport Island, 11,4 km

### Stadtgliederung
In Southport gibt es mehrere Siedlungsgebiete: Ebenecook Harbor, Marrs Harbor (Hendricks Harbor), Mouse Island (former post office on Mouse Island), Newagen, Pine Cliff, Squirrel Island, Southport, Townsend und West Southport.

### Klima
Die mittlere Durchschnittstemperatur in Southport liegt zwischen −6,8 °C (20 °Fahrenheit) im Januar und 20,6 °C (69 °Fahrenheit) im Juli. Damit ist der Ort gegenüber dem langjährigen Mittel der USA um etwa 6 Grad kühler. Die Schneefälle zwischen Oktober und Mai liegen mit bis zu zweieinhalb Metern mehr als doppelt so hoch wie die mittlere Schneehöhe in den USA; die tägliche Sonnenscheindauer liegt am unteren Rand des Wertespektrums der USA.

## Geschichte
Southport wurde am 12. Februar 1842 als eigenständige Town unter dem Namen Townsend organisiert. Zuvor gehörte das Gebiet zur Town von Boothbay. Der Name wurde am 12. Juni 1850 auf Southport geändert. Mit Sheepscot Bay in der Town Boothbay ist Southport mit einer Drehbrücke verbunden.

### Einwohnerentwicklung
| Volkszählungsergebnisse – Town of Southport, Maine | Volkszählungsergebnisse – Town of Southport, Maine | Volkszählungsergebnisse – Town of Southport, Maine | Volkszählungsergebnisse – Town of Southport, Maine | Volkszählungsergebnisse – Town of Southport, Maine | Volkszählungsergebnisse – Town of Southport, Maine | Volkszählungsergebnisse – Town of Southport, Maine | Volkszählungsergebnisse – Town of Southport, Maine | Volkszählungsergebnisse – Town of Southport, Maine | Volkszählungsergebnisse – Town of Southport, Maine | Volkszählungsergebnisse – Town of Southport, Maine |
| Jahr                                               | 1800                                               | 1810                                               | 1820                                               | 1830                                               | 1840                                               | 1850                                               | 1860                                               | 1870                                               | 1880                                               | 1890                                               |
| -------------------------------------------------- | -------------------------------------------------- | -------------------------------------------------- | -------------------------------------------------- | -------------------------------------------------- | -------------------------------------------------- | -------------------------------------------------- | -------------------------------------------------- | -------------------------------------------------- | -------------------------------------------------- | -------------------------------------------------- |
| Einwohner                                          |                                                    |                                                    |                                                    |                                                    |                                                    | 543                                                | 708                                                | 684                                                | 679                                                | 533                                                |
| Jahr                                               | 1900                                               | 1910                                               | 1920                                               | 1930                                               | 1940                                               | 1950                                               | 1960                                               | 1970                                               | 1980                                               | 1990                                               |
| Einwohner                                          | 527                                                | 409                                                | 272                                                | 412                                                | 405                                                | 435                                                | 416                                                | 473                                                | 598                                                | 645                                                |
| Jahr                                               | 2000                                               | 2010                                               | 2020                                               | 2030                                               | 2040                                               | 2050                                               | 2060                                               | 2070                                               | 2080                                               | 2090                                               |
| Einwohner                                          | 684                                                | 606                                                | 622                                                |                                                    |                                                    |                                                    |                                                    |                                                    |                                                    |                                                    |

## Kultur und Sehenswürdigkeiten

### Bauwerke
In Southport wurden mehrere Bauwerke unter Denkmalschutz gestellt und ins National Register of Historic Places aufgenommen.
- Cuckolds Light Station, 2002 unter der Register-Nr. 02001413.[8]
- Hendricks Head Light Station, 1987 unter der Register-Nr. 87002024.[9]

## Wirtschaft und Infrastruktur

### Verkehr
Die Maine State Route 27 verläuft ebenso wie die Maine State Route 238 in nordsüdlicher Richtung durch Southport, sie bilden eine Schleife, die über die Insel führt.

### Öffentliche Einrichtungen
Es gibt keine medizinischen Einrichtungen oder Krankenhäuser in Southport. Die Bewohner der Town können die Einrichtungen in Boothbay Harbor, Bath oder Damariscotta nutzen.
In Southport befindet sich die Southport Memorial Library in der Hendricks Hill Road.

### Bildung
Southport gehört mit Boothbay. Boothbay Harbor, Edgecomb und Georgetown zum Schulbezirk AOS 98/Rocky Channels School System.
Im Schulbezirk werden folgende Schulen angeboten:
- Boothbay Region Elementary School in Boothbay Harbor, mit Schulklassen vom Kindergarten bis 8. Schuljahr
- Boothbay Region High School in Boothbay Harbor, mit Schulklassen von 9. bis 12. Schuljahr
- Georgetown Central School in Georgetown, mit Schulklassen von Pre-Kindergarten bis 6. Schuljahr
- Edgecomb Eddy School in Edgecomb, mit Schulklassen vom Kindergarten bis 6. Schuljahr
- Southport Central School in Southport, mit Schulklassen von Pre-Kindergarten bis 6. Schuljahr

## Persönlichkeiten

### Söhne und Töchter der Stadt
- Ralph H. Cameron (1863–1953), Politiker

### Persönlichkeiten, die vor Ort gewirkt haben
- Gustaf Tenggren (1896–1970), Zeichner und Illustrator